# Muzeum Regionalne w Starym Sączu
Muzeum Regionalne w Starym Sączu – dwie placówki muzealne, położone w Starym Sączu. W skład muzeum, prowadzonego przez Towarzystwo Miłośników Starego Sącza, wchodzą:
- Muzeum Regionalne im. Seweryna Udzieli,
- Muzeum Księdza Józefa Tischnera.

Obie placówki mają swą siedzibę w zabytkowym XVII-wieczny domu mieszczańskim, zwanym „Domem na Dołkach” przy sądeckim rynku.

## Muzeum Regionalne im. Seweryna Udzieli
Muzeum powstało z inicjatywy Towarzystwa w 1956 roku. Do 1976 roku placówka działała jako Izba Regionalna, następnie przyjęła nazwę Muzeum. Wówczas też jego patronem został Seweryn Udziela – etnograf i badacz folkloru oraz kultury ludowej.

Obecnie zbiory muzeum umieszczone są w siedmiu salach, w których prezentowane są ekspozycje:
- sztuki sakralnej,
- biograficzna, poświęcona Adzie Sari – wybitnej polskiej śpiewaczce operowej,
- historyczna, poświęcona m.in. osobie Św. Kingi, a także wizytom w mieście króla Jana III Sobieskiego oraz papieża Jana Pawła II,
- etnograficzna (3 sale), poświęcona zarówno mieszkańcom miasta oraz sądeckiemu rzemiosłu, jak i kulturze oraz spuściźnie Lachów Sądeckich.
- izba pamięci tradycji patriotycznych oraz wybitnych mieszkańców miasta, zawierająca pamiątki po m.in. prof. Henryku Baryczu, Feliksie Szczęsnym Morawskim, Bronisławie Rychter-Janowskiej, Janie Joachimie Czechu, kontradm. Wiesławie Łasińskim, ks. Józefie Kmietowiczu oraz Kazimierzu Kubali.

## Muzeum Księdza Józefa Tischnera
Zostało powołane do życia w 2004 roku i mieści się na piętrze budynku. W skład ekspozycji wchodzi wyposażenie domu rodzinnego ks. Tischnera oraz liczne pamiątki po nim (książki, dokumenty, zdjęcia). W muzeum odtwarzane są kazania duszpasterza oraz wyświetlany jest film biograficzny o nim.
Muzeum jest obiektem całorocznym, czynnym z wyjątkiem poniedziałków. Wstęp jest płatny.